# أرنولد زفايج
أرنولد زفايج (بالإنجليزية: Arnold Zweig) (و. 1887 – 1968 م) هو سياسي، وكاتب، وروائي، وكاتب مسرحي، وناشط سلام من ألمانيا الشرقية، توفي في برلين الشرقية، عن عمر يناهز 81 عاماً.

## مناصب
تولى منصب عضو في مجلس الشعب ‏ (1948–1966).

## جوائز وترشيحات
حصل على جوائز منها:
- جائزة كلايست (1914)
- الجائزة الوطنية لجمهورية ألمانيا الديمقراطية
- وسام كارل فون أوسيتزكي  [لغات أخرى]‏
- جائزة لينين للسلام.

ترشح لـ:
- جائزة نوبل في الأدب (1965)[7]
- جائزة نوبل في الأدب (1965)[7]
- جائزة نوبل في الأدب (1962)[7]
- جائزة نوبل للسلام (1961)[7]
- جائزة نوبل للسلام (1960)[7]
- جائزة نوبل في الأدب (1959).[7]

## وصلات خارجية
- أرنولد زفايج على موقع IMDb (الإنجليزية)
- أرنولد زفايج على موقع الموسوعة البريطانية (الإنجليزية)
- أرنولد زفايج على موقع مونزينجر (الألمانية)
- أرنولد زفايج على موقع ميوزك برينز (الإنجليزية)
- أرنولد زفايج على موقع أول موفي (الإنجليزية)
- أرنولد زفايج على موقع كينوبويسك (الروسية)